# Streamwood
Streamwood is een plaats (village) in de Amerikaanse staat Illinois, en valt bestuurlijk gezien onder Cook County.

## Demografie
Bij de volkstelling in 2000 werd het aantal inwoners vastgesteld op 36.407. In 2006 is het aantal inwoners door het United States Census Bureau geschat op 37.535, een stijging van 1128 (3,1%).

## Geografie
Volgens het United States Census Bureau beslaat de plaats een oppervlakte van 19,0 km², waarvan 18,9 km² land en 0,1 km² water. Streamwood ligt op ongeveer 257 m boven zeeniveau.

## Plaatsen in de nabije omgeving
De onderstaande figuur toont nabijgelegen plaatsen in een straal van 8 km rond Streamwood.